# Eucereon striata
Eucereon striata är en fjärilsart som beskrevs av Druce 1889. Eucereon striata ingår i släktet Eucereon och familjen björnspinnare. Inga underarter finns listade i Catalogue of Life.